# Пастка для котів
«Пастка для котів» (угор. Macskafogó, 1986) — угорсько-німецько-канадський повнометражний мультиплікаційний фільм. В англомовних країнах вийшов під назвою «Cat City» — «Місто котів».
Фільм обігрує та пародіює численні штампи гостросюжетних фільмів свого часу. Сюжет розгортається в світі, де живуть антропоморфні коти і миші. Надією на порятунок мишей від знищення стає «пастка для котів», по креслення якої вирушає спецагент Грабовський.
У 1987 році мультфільм було номіновано від Угорщини на 59-ий Оскар, але фільм не увійшов до короткого списку тогорічних Оскарів.

## Сюжет
Дія відбувається на вигаданій планеті Ікс, де живуть антропоморфні коти і миші, а також кажани і щури. Фільм починається заставкою з текстом: До кінця першого століття від різдва Мікі-Мауса мишам планети Ікс загрожувало повне знищення. Кровожерливі кішки, об'єднавшись в добре організовані та чудово обладнані новітньою зброєю мультинаціональні банди, всупереч всім історичним конвенціям, намагалися докорінно винищити мишаче суспільство. Передчуваючи неминучу загибель, наймудріші з мишачих лідерів вже замислювалися над тим, щоб покинути планету. І раптом несподівано блиснув промінь надії (пародія на вступну заставку «Зоряних воєн»).
Попри колишні домовленості на планеті запанував терор кішок щодо мишей. За злочинними діями кішок стоїть кримінальний синдикат на чолі з Джованні Гатто. За наказом Фріца Теофіла загін котів на танку вривається до банку і викрадає з його сховища все золото. Секретар Шафранек доповідає Фріцу про успіх, але експеримент зі зменшення кота до розміру миші задля шпигунства провалюється — той програє двобій з мишею. Гатто дізнається про мишачого агента Ніка Грабовського, котрий повинен передати в «Інтермишу» (відсилка до Інтерполу) креслення проєкту засобу проти котів. Шпигуни визначають, що той прямує до Покіо зустрітися з професором Фушимиші.
На розшуки Грабовського вирушає агент Нерон фон Шварц, який наймає чотирьох пацюків-гангстерів. Вони слідують за агентом, та дорогою не справляються з керуванням новітнім автомобілем. Врешті вони втрачають авто, але випадково їх підбирає сам Грабовський.
Агент пливе в Покіо на кораблі, коли посеред моря нападають пірати. Капітан здається, а Грабовського замикає в каюті, коли він вимагає оборонятися. Грабовський самотужки влаштовує пастки на піратів і завдяки кмітливості знищує судно нападників. В цей час над морем пролітають на літаку гангстери та викидають пляшку. Грабовський залазить у неї та допливає до берега.
Тим часом миша-майор Лінивий Дік на літаку зазнає нападу котів-терористів. Літак падає в джунглях, Дік подорожує лісом, де його схоплюють кажани-вампіри. Вони збираються висмоктати його кров і майор просить наостанок зіграти на трубі. Музика зворушує кажанів, тож вони вирішують не вбивати Діка.
Грабовський допливає до Покіо, де розшукує професора Фушимиші. Його квартира розграбована, а професора з його асистенткою Ціно-сан зв'язано. Фушимиші розповідає, що пацюки шукали в нього креслення. Мікрофільм з ними виявляється схованим в бороді професора. Щойно Грабовський переглядає його, як нападають гангстери з наміром відібрати інформацію. Агент вдає наче впав з даху, а сам тікає, змайструвавши дельтаплан. Джованні вимагає від Фріца аби той вже до вечора доставив креслення і Грабовського.
На підльоті до штабу «Інтермиші» літак з Грабовським на борту збивають коти. Агент разом з Ціно-сан вистрибують з парашутом і вирушають до штаб-квартири. Будівлю штурмують коти, Фріц схоплює Грабовського й Ціно-сан та везе на вечірку в Джованні. Той спалює мікрофільм і оголошує Фріца своїм наступником, а Грабовського наказує приготувати для з'їдення. В цей час на вечірку прилітають кажани, розстрілюючи котів з повітря. Вони рятують Грабовського, котрий відтворює креслення, які запам'ятав, коли побачив їх уперше.
В «Інтермиші» за кресленнями будують робота-бульдога, що ковтає котів і перетворює їх на дружніх тварин.

## Інформація про озвучення

### Російськомовний дубляж в СРСР
На теренах СРСР мультфільм демонструвався у російському радянському дубляжі, виконаному на кіностудії «Союзмультфільм» у 1988 році.
В Україні з цим радянським дубляжем транслювалися на каналах «Інтер», «Новий канал», «ТРК Україна» та «ПлюсПлюс».
У радянському прокаті йшла цензурована версія з хронометражем на майже 5 хвилин коротшим, ніж оригінальна версія (85 хвилин проти 91 хвилин в оригіналі). В СРСР при монтажі фільму цілком були відсутні сцени театральної версії: донька Шафранека грає з мишею, після чого Шафранек її карає, тому що з мишами дружити не можна (1 хв 40 сек); Боб Поляков прощається з Грабовським після розмови в хатинці, де той жив відлюдником (~30 сек); Фріц Теофіл і Шафранек дивляться слайди з розробками нових видів зброї проти мишей, поданих представником компанії, після чого Фріц щоразу невдоволений і карає Шафранека (~ 2 хв); Шафранек презентує Фріцу Теофілу свій новий проєкт робота у вигляді миші (після цього обговорення у Шафранека виявляється забинтований ще й хвіст) (1 хв 42 сек). Також вирізано безліч дрібних (1-5 сек) сцен, зокрема, репліки на кшталт «Я знаю, що спеціальним агентам не заборонено займатися сексом». Фільм було переозвучено, але звукові доріжки пісень залишилися без перекладу, угорською мовою.

### Україномовне озвучення в Україні
В Україні фільм було озвучено двоголосим закадровим озвученням телеканалом «Малятко TV» у 2010 році, багатоголосим закадровим озвученням студією «Омікрон» на замовлення «Hurtom.com» у 2016 році та багатоголосим закадровим озвученням телекомпанією «Інтер» у 2019 році. Україномовне озвучення телеканалу «Малятко TV», а також на каналах «Перший», «Суспільне Культура» і «Суспільне Київ», зроблене для радянської цензурованої версії з хронометражем у 86 хв.
| Роль                                          | Оригінал                            | Українське двоголосе закадрове озвучення телеканалу «Малятко TV» (2010) | Українське багатоголосе закадрове озвучення студії «Омікрон» (2016) | Українське багатоголосе закадрове озвучення телекомпанії «Інтер» (2019) |
| --------------------------------------------- | ----------------------------------- | ----------------------------------------------------------------------- | ------------------------------------------------------------------- | ----------------------------------------------------------------------- |
| Нік Грабовський                               | Ласло Шинко                         | Дмитро Терещук                                                          | Михайло Войчук                                                      | Ігор Журбенко                                                           |
| майор Лінивий Дік                             | Іштван Міко                         | Дмитро Терещук                                                          | Сергій Труфанов                                                     | Дмитро Вікулов                                                          |
| Фріц Теофіл                                   | Міклош Бенедек                      | Дмитро Терещук                                                          | Дмитро Рассказов-Тварковський                                       | Андрій Альохін                                                          |
| Шафранек                                      | Петер Хауман                        | Дмитро Терещук                                                          | Сергій Труфанов                                                     | Ігор Журбенко                                                           |
| Джовані Гато                                  | Янош Кьорменді                      | Дмитро Терещук                                                          | Євген Малуха                                                        | Дмитро Вікулов                                                          |
| Буді (шеф ганґстерів)                         | Андраш Керн                         | Дмитро Терещук                                                          | Дмитро Рассказов-Тварковський                                       | Дмитро Вікулов                                                          |
| Максіпотак                                    | Дьюла Бодрогі                       | Дмитро Терещук                                                          | Євген Малуха                                                        | Ігор Журбенко                                                           |
| Білі (щур-ганґстер)                           | Дьюла Шомбаті                       | Дмитро Терещук                                                          | Павло Голов                                                         | Андрій Альохін                                                          |
| Паті (щур-ганґстер)                           | Ілона Береш                         | Наталя Поліщук                                                          | Олена Узлюк                                                         | Юлія Малахова                                                           |
| стюардеса в літаку                            | Ева Фушті Мольнар                   | Наталя Поліщук                                                          | Наталя Денисенко                                                    | Юлія Малахова                                                           |
| служба інформації автомобіля «Альфа Джульєта» | Сільвія Далош                       | Наталя Поліщук                                                          | Наталя Денисенко                                                    | Юлія Малахова                                                           |
| Кукі (щур-ганґстер)                           | Жужа Палош                          | Наталя Поліщук                                                          | Наталя Денисенко                                                    | Юлія Малахова                                                           |
| Ціно-сан (помічниця професора Фушімиші)       | Віра Пап                            | Наталя Поліщук                                                          | Наталя Денисенко                                                    | Юлія Малахова                                                           |
| мишенятко — рознощик газет                    | Атіла Бартуц                        | Наталя Поліщук                                                          | Павло Голов                                                         | Юлія Малахова                                                           |
| секретарка Джовані Гатто (кіска)              | Маргіт Фьольдеші                    | Наталя Поліщук                                                          | Наталя Денисенко                                                    | Юлія Малахова                                                           |
| професор Фушимиші (в титрах відсутній)        | Іштван Сатмарі (в титрах відсутній) | Дмитро Терещук                                                          | Євген Малуха                                                        | Андрій Альохін                                                          |
| Боб Поляков (в титрах відсутній)              | Ференц Каллаї (в титрах відсутній)  | Дмитро Терещук                                                          | Євген Малуха                                                        | Андрій Альохін                                                          |
| Адлінгтон                                     | Карой Меч                           | Дмитро Терещук                                                          | Михайло Войчук                                                      | Ігор Журбенко                                                           |
| Педро (в титрах відсутній)                    | Дьюла Хорват (в титрах відсутній)   | Дмитро Терещук                                                          | Дмитро Рассказов-Тварковський                                       | Андрій Альохін                                                          |
| Нерон фон Шварц                               | Дьюла Буш                           | Дмитро Терещук                                                          | Євген Малуха                                                        | Ігор Журбенко                                                           |
| папуга в джунглях (в титрах відсутній)        | Балаж Сухай (в титрах відсутній)    | Дмитро Терещук                                                          | Павло Голов                                                         | Ігор Журбенко                                                           |

## Основні персонажі

### Миші
- Нік Грабовський — найкращий агент «Інтермиші». У нього алмазні зубні протези, завдяки яким він може прокушувати метал, і феноменальна зорова пам'ять. Після «гучної справи про Кінг-Конга» став відлюдником, прийняв буддизм і оголосив себе Мікі-Маусом Тринадцятим, але на прохання керівника «Інтермиші» вирушив за кресленнями «пастки для кішок». Протягом фільму демонструється його схожість з Інспектором Ґаджетом.
- Боб Поляков — керівник «Інтермиші».
- Адлінгтон — співробітник «Інтермиші» з керівного складу.
- Лінивий Дік — недбайливий майор, агент «Інтермиші». Грає на трубі. Потрапляє в полон до кажанів, але завойовує повагу їх ватажка і залишається з ними вже під іменем Рікардо.
- Професор Фушимиші — вчений, винахідник «пастки для кішок». Живе в Покіо. Угорською його прізвище складається з двох слів: fusi — таємна і як правило нелегальна діяльність, Misi — зменшувальне від імені Mihály (Михайло).
- Ціно-сан — асистентка професора Фушимиші, майбутня дружина Грабовського. Її ім'я звучить майже так само як угорське слово csinosan — «красиво».

### Коти
- Джованні Гатто — президент синдикату котів.
- Фріц Теофіл (в оригіналі, а також в іншому перекладі Тайфел)  — віце-президент синдикату. Одновухий, замість одного ока — дорогоцінний камінь (рубін), кисть лівої руки замінена на металеву, куций хвіст. Входить в керівництво синдикату, йому часто доводиться відповідати перед президентом за свої дії, в кінці фільму президент оголошує його своїм новим заступником і майбутнім наступником. Після того, як щурам-найманцям не вдалося захопити креслення «пастки», сам вирушає за Грабовським, і перемагає його в бою.
- Шафранек — невдачливий секретар Теофіла. Протягом фільму у нього спершу виявляється забинтована голова, потім рука, а потім і наполовину обірваний хвіст, оскільки Теофіл травмував Шафранека за проступки.
- Нерон фон Шварц — кіт чорного кольору («schwarz» в перекладі з німецької означає «чорний»). Найманець, який виконує для синдикату особливі доручення.

### Щури
- Буді, Біллі, Паті і Кукі — найняті фон Шварцем гангстери, колишні актори кабаре.

### Кажани
- Банда вампірів, серед них — Педро і Максимо, званий патроном (тобто господарем).

## Цитати та алюзії
- Текст, яким починається фільм і який переміщується по екрану знизу вгору, є алюзією на «Зоряні війни».
- Атмосфера фільму пародіює шпигунські фільми, зокрема, цикл про Джеймса Бонда.
- Грабовський рухається в штабі «Інтермиші» по трубі пневматичної пошти, — алюзія на політ Супермена.
- На 8-й хвилині миша-арештант, перемігши зменшеного кота, видає фірмовий крик Тарзана (з фільмів з Джонні Вайсмюллером).
- У фільмі також згадуються Міккі Маус і Кінг-Конг.
- Поляков дуже схожий на Альберта Ейнштейна в літньому віці.
- Імена Фушиміші і Цино-сан звучанням нагадують японські імена, а місто Покіо — столицю Японії.
- Джовані Ґато (Giovanni Gatto) від італ. gatto — кіт.
- Фріц Теофіл (Fritz Teufel, в оригіналі вимовляється «Тойфель») має німецькі ім'я та прізвище, останнє дослівно перекладається з німецької як чорт, диявол. Водночас воно нагадує слово tejföl, що в перекладі з угорської — сметана, улюблені ласощі котів. Можливо, є алюзією на німецького «пудингового терориста» 1960-70-х Фріца Тойфеля. В перекладі з грецької ж Теофіл означає «Боголюбний» (крім того, «Теофіл» — поширене в західних країнах котяче прізвисько).
- Гангстери жіночої статі схожі на Барбру Стрейзанд і Лайзу Мінеллі.
- Музичний номер «4 gangsters» виконується на мотив джазової композиції «Four Brothers».
- Назва машини гангстерів «Альфа Джульєтта» пародіює «Альфа Ромео».

## Відгуки критиків та глядачів
Станом на 2018 рік «Пастка для котів» посідає одинадцяте місце у рейтингу найкращих повнометражних мультфільмів сайту IMDB (серед анімаційних фільмів, що отримали більше тисячі голосів).

## Прем'єрний показ у різних країнах
Прем'єрний показ у різних країнах:
- Угорщина — 2 жовтня 1986
- Болгарія — 1 січня 1988
- СРСР — 1 січня 1989
- Чехословаччина — 1 липня 1989
- Нідерланди — 20 січня 1991 (тільки в Амстердамі)

## Продовження
20 грудня 2007 року в Угорщині вийшло продовження фільму — «Пастка для кішок 2: Кіт Апокаліпсису».